# Pali Text Society
La Pali Text Society (PTS) es una asociación británica fundada en 1881 por Thomas William Rhys Davids para alentar y promover el estudio de textos en pāli.
El pāli es el idioma en el que se han conservado los textos del budismo theravāda que son los más antiguos de todas las colecciones budistas.
La asociación ha publicado en alfabeto latina un gran corpus de literatura en pāli que comprende el Tipitaka, comentarios, textos exegéticos e históricos. Asimismo publica obras auxiliares como diccionarios, concordancias, libros de texto para estudiantes y el Journal of the Pali Text Society.

## Historia
Thomas William Rhys Davids era un alto funcionario británico en Ceylan en el siglo XIX. En esa época el budismo cingalés vivía una crisis por la ocupación extranjera y la actividad misionera. Era una exigencia que los funcionarios conociesen el idioma del país en el que se encontraban destinados y así surgió el interés por el pali y el budismo en el círculo de Rhys Davis.
La Pali Text Society se fundó tomando como modelo la Early English Text Society, con el impulso de Rhys Davids que contó con el apoyo de eruditos europeos y algunos cingaleses. La publicación del Canon pāli en alfabeto latino fue posible gracias al apoyo financiero del clero budista.
El primer diccionario pāli-inglés se publicó en 1874. Fue sustituido en 1925 por una edición que recogía el trabajo de 40 años de T. W. Rhys Davids y de su discípulo William Stede. Una edición actual está en curso, dirigida por Margaret Cone : el primer volumen (A - Kh) apareció en 2001.
Desde 1922, año de la muerte de T. W. Rhys Davids, la Pali Text Society ha publicado 64 textos repartidos en 94 volumes que comprdenden más de 26 000 páginas.
| Titulaires                                     | Période   |
| ---------------------------------------------- | --------- |
| Thomas William Rhys Davids (1843-1922)         | 1881-1922 |
| Caroline Augusta Foley Rhys Davids (1857-1942) | 1922-1942 |
| William Henry Denham Rouse (1863-1950)         | 1942-1950 |
| William Stede (1882-1958)                      | 1950-1958 |
| Isaline Blew Horner (1896-1981)                | 1959-1981 |
| Kenneth Roy Norman (1925- )                    | 1981-1994 |
| Richard Francis Gombrich (1937- )              | 1994-2002 |
| Lance Selwyn Cousins (1942-2015)               | 2002-2003 |
| Rupert Mark Lovell Gethin (1957- )             | 2003-     |